# Bitwa na rzece Parana pod San Nicolás
Bitwa na rzece Parana pod San Nicolás – starcie zbrojne, które miało miejsce 2 marca 1811 w trakcie wojny o niepodległość Argentyny.
Dnia 14 lutego 1811 eskadra hiszpańska w składzie: 2 brygantyny oraz 2 feluki pod dowództwem kapitana Jacinto de Romarate wypłynęła z portu w Montevideo kierując się w kierunku portu Santa Fe, gdzie wcześniej zatrzymany przez Argentyńczyków został hiszpański okręt handlowy. Na wieść o nadciągającej flocie hiszpańskiej argentyński kapitan Juan Bautista Azopardo wypłynął ku niej na czele 3 okrętów wojennych. Dnia 2 marca na Paranie w rejonie San Nicolás doszło do bitwy, w wyniku której Hiszpanie zdobyli wszystkie jednostki argentyńskie oraz 62 jeńców i 34 działa. Zdobyte jednostki wcielono do floty hiszpańskiej. 
- Schemat bitwy